# Alexandre Stricher
Alexandre Stricher (Vitry-sur-Seine, 18 gennaio 1980) è un pilota di rally e giornalista francese.

## Biografia
Partecipa dal 2015 alla FIA Alternative Energies Cup (dal 2017 FIA E-Rally Regularity Cup). Nel 2018 ha vinto l'eRallye Monte Carlo e nella stagione successiva ha ottenuto il successo nell'Hi-Tech Ecomobility Rally di Atene.

## Pubblicazioni
- (FR) Le 50 plus grands rallyes, ETAI, 2018.
- (FR) La F1 en 50 Grands Prix, ETAI, 2017.
- (FR) Belles des années 80, AUTODROME, 2013.
- (FR) Rallye by Renault Sport, AUTODROME, 2012.